# Hedda Nova
Hedda Nova (Odessa, 15 mei 1899 – Atascadero, 16 januari 1981) was een in het Russische Rijk geboren Amerikaanse actrice uit het tijdperk van de stomme film.

## Biografie
Nova werd geboren in Odessa op 15 mei 1899. Ze liep school in een Parijs klooster. Ze kende haar acteerdebuut in 1917 en speelde voornamelijk in westerns. The Spitfire of Seville (1919) leverde haar eerste hoofdrol op. In 1925 was ze te zien in een zes afleveringen tellende serie van korte junglefilms geproduceerd door Chesterfield Pictures. Ze maakte de overstap naar de geluidsfilm niet, waarschijnlijk vanwege haar zwaar Russisch accent.
Nova was getrouwd met acteur, regisseur en scenarioschrijver Paul Hurst. In 1927 ging het echtpaar uit elkaar. Ze overleed op 16 januari 1981 in Atascadero aan arteriosclerose op 81-jarige leeftijd.